# Opogona thiadelpha
Opogona thiadelpha är en fjärilsart som beskrevs av Edward Meyrick 1934. Opogona thiadelpha ingår i släktet Opogona och familjen äkta malar. Inga underarter finns listade i Catalogue of Life.